# Tour de Utah de 2018
A 14.ª edição do Tour de Utah (oficialmente: Larry H. Miller Tour of Utah) celebrou-se entre 6 e 12 de agosto de 2018 com início na cidade de St. George e final na cidade de Park City no estado de Utah em Estados Unidos. O percurso consistiu de um prólogo e seis etapas sobre uma distância total de 863,9 km.
A corrida fez parte do circuito UCI America Tour de 2018 dentro da categoria 2.hce foi vencida pelo ciclista estadounidense Sepp Kuss da equipa LottoNL-Jumbo. O pódio completaram-no o ciclista belga Ben Hermans da equipa Israel Cycling Academy e o ciclista australiano Jack Haig da equipa Mitchelton-Scott.

## Equipas participantes
Tomaram a partida um total de 17 equipas, dos quais 5 são de categoria UCI World Team, 6 Profissional Continental e 6 Continentais, quem conformaram um pelotão de 117 ciclistas dos quais terminaram 94. As equipas participantes foram:
| Equipes WorldTeam (5)- BMC Racing Team - EF Education First-Drapac p/b Cannondale - Lotto NL-Jumbo - Mitchelton-Scott - Trek-Segafredo Equipes profissionais Continentais (6)- Hagens Berman Axeon - Holowesko-Citadel - Israel Cycling Academy - Nippo-Vini Fantini-Europa Ovini - Rally Cycling - UnitedHealthcare Equipes Continentais (6)- 303Project - Aevolo - Elevate-KHS Pro Cycling - Jelly Belly p/b Maxxis - Mobius-BridgeLane - Silber Pro Cycling |
| |

## Percorrido
A corrida consta de um prólogo e seis etapas.
| Etapa   | Data    | Percurso                        | type                      | Distância (km) | Vencedor           | Líder geral        |
| ------- | ------- | ------------------------------- | ------------------------- | -------------- | ------------------ | ------------------ |
| Prólogo | 6 ago.  | St. George – St. George         | contrarrelógio individual | 5,3            | Tejay van Garderen | Tejay van Garderen |
| 1       | 7 ago.  | Cedar City – Cedar City         | alta montanha             | 162,5          | Travis McCabe      | Tejay van Garderen |
| 2       | 8 ago.  | Payson – Payson                 | alta montanha             | 142,6          | Sepp Kuss          | Sepp Kuss          |
| 3       | 9 ago.  | Ilha de Antelope – Layton       | média montanha            | 167,4          | Travis McCabe      | Sepp Kuss          |
| 4       | 10 ago. | Salt Lake City – Salt Lake City | etapa escarpada           | 110,1          | Jasper Philipsen   | Sepp Kuss          |
| 5       | 11 ago. | Canyons Resort – Snowbird       | alta montanha             | 152,6          | Sepp Kuss          | Sepp Kuss          |
| 6       | 12 ago. | Park City – Park City           | alta montanha             | 123,4          | Sepp Kuss          | Sepp Kuss          |

## Desenvolvimento da corrida

### Prólogo
| St. George - St. George | contrarrelógio individual | (5,3 km) |

| \| Classificação por etapas \| Classificação por etapas \| Classificação por etapas \| Classificação por etapas \| Classificação por etapas \| \| Ciclista \| Ciclista \| Equipe \| Tempo \| \| \| ------------------------ \| ------------------------ \| ------------------------- \| ------------------------ \| ------------------------ \| \| 1. \| Tejay van Garderen \| BMC Racing Team \| 6m27s \| \| \| 2. \| Joey Rosskopf \| BMC Racing Team \| + 4s \| \| \| 3. \| Tom Bohli \| BMC Racing Team \| + 6s \| \| \| 4. \| Neilson Powless \| LottoNL-Jumbo \| + 7s \| \| \| 5. \| Pascal Eenkhoorn \| LottoNL-Jumbo \| + 11s \| \| \| 6. \| Serghei Tvetcov \| UnitedHealthcare \| + 11s \| \| \| 7. \| Nathan Brown \| EF Education First-Drapac \| + 11s \| \| \| 8. \| Travis McCabe \| UnitedHealthcare \| + 12s \| \| \| 9. \| Evan Huffman \| Rally Cycling \| + 12s \| \| \| 10. \| William Clarke \| EF Education First-Drapac \| + 12s \| \| |                    |                           |       |
| |                    |                           |       |
| |                    |                           |       |
| Classificação por etapas |                    |                           |       |
| Ciclista | Ciclista           | Equipe                    | Tempo |
| 1. | Tejay van Garderen | BMC Racing Team           | 6m27s |
| 2. | Joey Rosskopf      | BMC Racing Team           | + 4s  |
| 3. | Tom Bohli          | BMC Racing Team           | + 6s  |
| 4. | Neilson Powless    | LottoNL-Jumbo             | + 7s  |
| 5. | Pascal Eenkhoorn   | LottoNL-Jumbo             | + 11s |
| 6. | Serghei Tvetcov    | UnitedHealthcare          | + 11s |
| 7. | Nathan Brown       | EF Education First-Drapac | + 11s |
| 8. | Travis McCabe      | UnitedHealthcare          | + 12s |
| 9. | Evan Huffman       | Rally Cycling             | + 12s |
| 10. | William Clarke     | EF Education First-Drapac | + 12s |

| \| Classificação geral \| Classificação geral \| Classificação geral \| Classificação geral \| Classificação geral \| \| Ciclista \| Ciclista \| Equipe \| Tempo \| \| \| ------------------- \| ------------------- \| ------------------------- \| ------------------- \| ------------------- \| \| 1. \| Tejay van Garderen \| BMC Racing Team \| 6m27s \| \| \| 2. \| Joey Rosskopf \| BMC Racing Team \| + 4s \| \| \| 3. \| Tom Bohli \| BMC Racing Team \| + 6s \| \| \| 4. \| Neilson Powless \| LottoNL-Jumbo \| + 7s \| \| \| 5. \| Pascal Eenkhoorn \| LottoNL-Jumbo \| + 11s \| \| \| 6. \| Serghei Tvetcov \| UnitedHealthcare \| + 11s \| \| \| 7. \| Nathan Brown \| EF Education First-Drapac \| + 11s \| \| \| 8. \| Travis McCabe \| UnitedHealthcare \| + 12s \| \| \| 9. \| Evan Huffman \| Rally Cycling \| + 12s \| \| \| 10. \| William Clarke \| EF Education First-Drapac \| + 12s \| \| |                    |                           |       |
| |                    |                           |       |
| |                    |                           |       |
| Classificação geral |                    |                           |       |
| Ciclista | Ciclista           | Equipe                    | Tempo |
| 1. | Tejay van Garderen | BMC Racing Team           | 6m27s |
| 2. | Joey Rosskopf      | BMC Racing Team           | + 4s  |
| 3. | Tom Bohli          | BMC Racing Team           | + 6s  |
| 4. | Neilson Powless    | LottoNL-Jumbo             | + 7s  |
| 5. | Pascal Eenkhoorn   | LottoNL-Jumbo             | + 11s |
| 6. | Serghei Tvetcov    | UnitedHealthcare          | + 11s |
| 7. | Nathan Brown       | EF Education First-Drapac | + 11s |
| 8. | Travis McCabe      | UnitedHealthcare          | + 12s |
| 9. | Evan Huffman       | Rally Cycling             | + 12s |
| 10. | William Clarke     | EF Education First-Drapac | + 12s |

### 1.ª etapa
| Cedar City - Cedar City | alta montanha | (162,5 km) |

| \| Classificação por etapas \| Classificação por etapas \| Classificação por etapas \| Classificação por etapas \| Classificação por etapas \| \| Ciclista \| Ciclista \| Equipe \| Tempo \| \| \| ------------------------ \| ------------------------ \| ------------------------------- \| ------------------------ \| ------------------------ \| \| 1. \| Travis McCabe \| UnitedHealthcare \| 4h17m05s \| \| \| 2. \| Ulises Castillo \| Jelly Belly-Maxxis \| + 0s \| \| \| 3. \| Edwin Ávila \| Israel Cycling Academy \| + 0s \| \| \| 4. \| Brent Bookwalter \| BMC Racing Team \| + 0s \| \| \| 5. \| Kiel Reijnen \| Trek-Segafredo \| + 0s \| \| \| 6. \| Damiano Cima \| Nippo-Vini Fantini-Europa Ovini \| + 0s \| \| \| 7. \| Kyle Murphy \| Rally Cycling \| + 0s \| \| \| 8. \| Simone Ponzi \| Nippo-Vini Fantini-Europa Ovini \| + 0s \| \| \| 9. \| Koen Bouwman \| LottoNL-Jumbo \| + 0s \| \| \| 10. \| Michael Rice \| Hagens Berman Axeon \| + 0s \| \| |                  |                                 |          |
| |                  |                                 |          |
| |                  |                                 |          |
| Classificação por etapas |                  |                                 |          |
| Ciclista | Ciclista         | Equipe                          | Tempo    |
| 1. | Travis McCabe    | UnitedHealthcare                | 4h17m05s |
| 2. | Ulises Castillo  | Jelly Belly-Maxxis              | + 0s     |
| 3. | Edwin Ávila      | Israel Cycling Academy          | + 0s     |
| 4. | Brent Bookwalter | BMC Racing Team                 | + 0s     |
| 5. | Kiel Reijnen     | Trek-Segafredo                  | + 0s     |
| 6. | Damiano Cima     | Nippo-Vini Fantini-Europa Ovini | + 0s     |
| 7. | Kyle Murphy      | Rally Cycling                   | + 0s     |
| 8. | Simone Ponzi     | Nippo-Vini Fantini-Europa Ovini | + 0s     |
| 9. | Koen Bouwman     | LottoNL-Jumbo                   | + 0s     |
| 10. | Michael Rice     | Hagens Berman Axeon             | + 0s     |

| \| Classificação geral \| Classificação geral \| Classificação geral \| Classificação geral \| Classificação geral \| \| Ciclista \| Ciclista \| Equipe \| Tempo \| \| \| ------------------- \| ------------------- \| ------------------------- \| ------------------- \| ------------------- \| \| 1. \| Tejay van Garderen \| BMC Racing Team \| 4h23m32s \| \| \| 2. \| Travis McCabe \| UnitedHealthcare \| + 2s \| \| \| 3. \| Joey Rosskopf \| BMC Racing Team \| + 4s \| \| \| 4. \| Neilson Powless \| LottoNL-Jumbo \| + 7s \| \| \| 5. \| Evan Huffman \| Rally Cycling \| + 10s \| \| \| 6. \| Pascal Eenkhoorn \| LottoNL-Jumbo \| + 11s \| \| \| 7. \| Serghei Tvetcov \| UnitedHealthcare \| + 11s \| \| \| 8. \| Nathan Brown \| EF Education First-Drapac \| + 11s \| \| \| 9. \| Koen Bouwman \| LottoNL-Jumbo \| + 13s \| \| \| 10. \| Joe Dombrowski \| EF Education First-Drapac \| + 13s \| \| |                    |                           |          |
| |                    |                           |          |
| |                    |                           |          |
| Classificação geral |                    |                           |          |
| Ciclista | Ciclista           | Equipe                    | Tempo    |
| 1. | Tejay van Garderen | BMC Racing Team           | 4h23m32s |
| 2. | Travis McCabe      | UnitedHealthcare          | + 2s     |
| 3. | Joey Rosskopf      | BMC Racing Team           | + 4s     |
| 4. | Neilson Powless    | LottoNL-Jumbo             | + 7s     |
| 5. | Evan Huffman       | Rally Cycling             | + 10s    |
| 6. | Pascal Eenkhoorn   | LottoNL-Jumbo             | + 11s    |
| 7. | Serghei Tvetcov    | UnitedHealthcare          | + 11s    |
| 8. | Nathan Brown       | EF Education First-Drapac | + 11s    |
| 9. | Koen Bouwman       | LottoNL-Jumbo             | + 13s    |
| 10. | Joe Dombrowski     | EF Education First-Drapac | + 13s    |

### 2.ª etapa
| Payson - Payson | alta montanha | (142,6 km) |

| \| Classificação por etapas \| Classificação por etapas \| Classificação por etapas \| Classificação por etapas \| Classificação por etapas \| \| Ciclista \| Ciclista \| Equipe \| Tempo \| \| \| ------------------------ \| ------------------------ \| ------------------------- \| ------------------------ \| ------------------------ \| \| 1. \| Sepp Kuss \| LottoNL-Jumbo \| 3h25m58s \| \| \| 2. \| Neilson Powless \| LottoNL-Jumbo \| + 29s \| \| \| 3. \| Kyle Murphy \| Rally Cycling \| + 29s \| \| \| 4. \| Luis Villalobos \| Aevolo \| + 32s \| \| \| 5. \| Ben Hermans \| Israel Cycling Academy \| + 32s \| \| \| 6. \| Michael Woods \| EF Education First-Drapac \| + 32s \| \| \| 7. \| Brent Bookwalter \| BMC Racing Team \| + 32s \| \| \| 8. \| Jack Haig \| Mitchelton-Scott \| + 32s \| \| \| 9. \| Gavin Mannion \| UnitedHealthcare \| + 32s \| \| \| 10. \| Keegan Swirbul \| Jelly Belly-Maxxis \| + 32s \| \| |                  |                           |          |
| |                  |                           |          |
| |                  |                           |          |
| Classificação por etapas |                  |                           |          |
| Ciclista | Ciclista         | Equipe                    | Tempo    |
| 1. | Sepp Kuss        | LottoNL-Jumbo             | 3h25m58s |
| 2. | Neilson Powless  | LottoNL-Jumbo             | + 29s    |
| 3. | Kyle Murphy      | Rally Cycling             | + 29s    |
| 4. | Luis Villalobos  | Aevolo                    | + 32s    |
| 5. | Ben Hermans      | Israel Cycling Academy    | + 32s    |
| 6. | Michael Woods    | EF Education First-Drapac | + 32s    |
| 7. | Brent Bookwalter | BMC Racing Team           | + 32s    |
| 8. | Jack Haig        | Mitchelton-Scott          | + 32s    |
| 9. | Gavin Mannion    | UnitedHealthcare          | + 32s    |
| 10. | Keegan Swirbul   | Jelly Belly-Maxxis        | + 32s    |

| \| Classificação geral \| Classificação geral \| Classificação geral \| Classificação geral \| Classificação geral \| \| Ciclista \| Ciclista \| Equipe \| Tempo \| \| \| ------------------- \| ------------------- \| ------------------------- \| ------------------- \| ------------------- \| \| 1. \| Sepp Kuss \| LottoNL-Jumbo \| 7h49m37s \| \| \| 2. \| Neilson Powless \| LottoNL-Jumbo \| + 21s \| \| \| 3. \| Tejay van Garderen \| BMC Racing Team \| + 25s \| \| \| 4. \| Kyle Murphy \| Rally Cycling \| + 37s \| \| \| 5. \| Joe Dombrowski \| EF Education First-Drapac \| + 38s \| \| \| 6. \| Gavin Mannion \| UnitedHealthcare \| + 38s \| \| \| 7. \| Hugh Carthy \| EF Education First-Drapac \| + 38s \| \| \| 8. \| Michael Woods \| EF Education First-Drapac \| + 39s \| \| \| 9. \| Jack Haig \| Mitchelton-Scott \| + 40s \| \| \| 10. \| Brent Bookwalter \| BMC Racing Team \| + 40s \| \| |                    |                           |          |
| |                    |                           |          |
| |                    |                           |          |
| Classificação geral |                    |                           |          |
| Ciclista | Ciclista           | Equipe                    | Tempo    |
| 1. | Sepp Kuss          | LottoNL-Jumbo             | 7h49m37s |
| 2. | Neilson Powless    | LottoNL-Jumbo             | + 21s    |
| 3. | Tejay van Garderen | BMC Racing Team           | + 25s    |
| 4. | Kyle Murphy        | Rally Cycling             | + 37s    |
| 5. | Joe Dombrowski     | EF Education First-Drapac | + 38s    |
| 6. | Gavin Mannion      | UnitedHealthcare          | + 38s    |
| 7. | Hugh Carthy        | EF Education First-Drapac | + 38s    |
| 8. | Michael Woods      | EF Education First-Drapac | + 39s    |
| 9. | Jack Haig          | Mitchelton-Scott          | + 40s    |
| 10. | Brent Bookwalter   | BMC Racing Team           | + 40s    |

### 3.ª etapa
| Ilha de Antelope - Layton | média montanha | (167,4 km) |

| \| Classificação por etapas \| Classificação por etapas \| Classificação por etapas \| Classificação por etapas \| Classificação por etapas \| \| Ciclista \| Ciclista \| Equipe \| Tempo \| \| \| ------------------------ \| ------------------------ \| ------------------------------- \| ------------------------ \| ------------------------ \| \| 1. \| Travis McCabe \| UnitedHealthcare \| 4h17m05s \| \| \| 2. \| Ulises Castillo \| Jelly Belly-Maxxis \| + 0s \| \| \| 3. \| Edwin Ávila \| Israel Cycling Academy \| + 0s \| \| \| 4. \| Brent Bookwalter \| BMC Racing Team \| + 0s \| \| \| 5. \| Kiel Reijnen \| Trek-Segafredo \| + 0s \| \| \| 6. \| Damiano Cima \| Nippo-Vini Fantini-Europa Ovini \| + 0s \| \| \| 7. \| Kyle Murphy \| Rally Cycling \| + 0s \| \| \| 8. \| Simone Ponzi \| Nippo-Vini Fantini-Europa Ovini \| + 0s \| \| \| 9. \| Koen Bouwman \| LottoNL-Jumbo \| + 0s \| \| \| 10. \| Michael Rice \| Hagens Berman Axeon \| + 0s \| \| |                  |                                 |          |
| |                  |                                 |          |
| |                  |                                 |          |
| Classificação por etapas |                  |                                 |          |
| Ciclista | Ciclista         | Equipe                          | Tempo    |
| 1. | Travis McCabe    | UnitedHealthcare                | 4h17m05s |
| 2. | Ulises Castillo  | Jelly Belly-Maxxis              | + 0s     |
| 3. | Edwin Ávila      | Israel Cycling Academy          | + 0s     |
| 4. | Brent Bookwalter | BMC Racing Team                 | + 0s     |
| 5. | Kiel Reijnen     | Trek-Segafredo                  | + 0s     |
| 6. | Damiano Cima     | Nippo-Vini Fantini-Europa Ovini | + 0s     |
| 7. | Kyle Murphy      | Rally Cycling                   | + 0s     |
| 8. | Simone Ponzi     | Nippo-Vini Fantini-Europa Ovini | + 0s     |
| 9. | Koen Bouwman     | LottoNL-Jumbo                   | + 0s     |
| 10. | Michael Rice     | Hagens Berman Axeon             | + 0s     |

| \| Classificação geral \| Classificação geral \| Classificação geral \| Classificação geral \| Classificação geral \| \| Ciclista \| Ciclista \| Equipe \| Tempo \| \| \| ------------------- \| ------------------- \| ------------------------- \| ------------------- \| ------------------- \| \| 1. \| Sepp Kuss \| LottoNL-Jumbo \| 11h54m24s \| \| \| 2. \| Neilson Powless \| LottoNL-Jumbo \| + 19s \| \| \| 3. \| Tejay van Garderen \| BMC Racing Team \| + 25s \| \| \| 4. \| Michael Woods \| EF Education First-Drapac \| + 36s \| \| \| 5. \| Kyle Murphy \| Rally Cycling \| + 37s \| \| \| 6. \| Joe Dombrowski \| EF Education First-Drapac \| + 38s \| \| \| 7. \| Gavin Mannion \| UnitedHealthcare \| + 38s \| \| \| 8. \| Hugh Carthy \| EF Education First-Drapac \| + 38s \| \| \| 9. \| Jack Haig \| Mitchelton-Scott \| + 40s \| \| \| 10. \| Brent Bookwalter \| BMC Racing Team \| + 40s \| \| |                    |                           |           |
| |                    |                           |           |
| |                    |                           |           |
| Classificação geral |                    |                           |           |
| Ciclista | Ciclista           | Equipe                    | Tempo     |
| 1. | Sepp Kuss          | LottoNL-Jumbo             | 11h54m24s |
| 2. | Neilson Powless    | LottoNL-Jumbo             | + 19s     |
| 3. | Tejay van Garderen | BMC Racing Team           | + 25s     |
| 4. | Michael Woods      | EF Education First-Drapac | + 36s     |
| 5. | Kyle Murphy        | Rally Cycling             | + 37s     |
| 6. | Joe Dombrowski     | EF Education First-Drapac | + 38s     |
| 7. | Gavin Mannion      | UnitedHealthcare          | + 38s     |
| 8. | Hugh Carthy        | EF Education First-Drapac | + 38s     |
| 9. | Jack Haig          | Mitchelton-Scott          | + 40s     |
| 10. | Brent Bookwalter   | BMC Racing Team           | + 40s     |

### 4.ª etapa
| Salt Lake City - Salt Lake City | etapa escarpada | (110,1 km) |

| \| Classificação por etapas \| Classificação por etapas \| Classificação por etapas \| Classificação por etapas \| Classificação por etapas \| \| Ciclista \| Ciclista \| Equipe \| Tempo \| \| \| ------------------------ \| ------------------------ \| ------------------------ \| ------------------------ \| ------------------------ \| \| 1. \| Jasper Philipsen \| Hagens Berman Axeon \| 2h35m04s \| \| \| 2. \| Travis McCabe \| UnitedHealthcare \| + 0s \| \| \| 3. \| Kiel Reijnen \| Trek-Segafredo \| + 0s \| \| \| 4. \| Sam Bassetti \| Elevate-KHS Pro Cycling \| + 0s \| \| \| 5. \| Edwin Ávila \| Israel Cycling Academy \| + 0s \| \| \| 6. \| Brent Bookwalter \| BMC Racing Team \| + 0s \| \| \| 7. \| Nicola Conci \| Trek-Segafredo \| + 0s \| \| \| 8. \| Sean Bennett \| Hagens Berman Axeon \| + 0s \| \| \| 9. \| Ulises Castillo \| Jelly Belly-Maxxis \| + 0s \| \| \| 10. \| Sepp Kuss \| LottoNL-Jumbo \| + 0s \| \| |                  |                         |          |
| |                  |                         |          |
| |                  |                         |          |
| Classificação por etapas |                  |                         |          |
| Ciclista | Ciclista         | Equipe                  | Tempo    |
| 1. | Jasper Philipsen | Hagens Berman Axeon     | 2h35m04s |
| 2. | Travis McCabe    | UnitedHealthcare        | + 0s     |
| 3. | Kiel Reijnen     | Trek-Segafredo          | + 0s     |
| 4. | Sam Bassetti     | Elevate-KHS Pro Cycling | + 0s     |
| 5. | Edwin Ávila      | Israel Cycling Academy  | + 0s     |
| 6. | Brent Bookwalter | BMC Racing Team         | + 0s     |
| 7. | Nicola Conci     | Trek-Segafredo          | + 0s     |
| 8. | Sean Bennett     | Hagens Berman Axeon     | + 0s     |
| 9. | Ulises Castillo  | Jelly Belly-Maxxis      | + 0s     |
| 10. | Sepp Kuss        | LottoNL-Jumbo           | + 0s     |

| \| Classificação geral \| Classificação geral \| Classificação geral \| Classificação geral \| Classificação geral \| \| Ciclista \| Ciclista \| Equipe \| Tempo \| \| \| ------------------- \| ------------------- \| ------------------------- \| ------------------- \| ------------------- \| \| 1. \| Sepp Kuss \| LottoNL-Jumbo \| 14h29m28s \| \| \| 2. \| Neilson Powless \| LottoNL-Jumbo \| + 19s \| \| \| 3. \| Tejay van Garderen \| BMC Racing Team \| + 25s \| \| \| 4. \| Michael Woods \| EF Education First-Drapac \| + 36s \| \| \| 5. \| Kyle Murphy \| Rally Cycling \| + 37s \| \| \| 6. \| Joe Dombrowski \| EF Education First-Drapac \| + 38s \| \| \| 7. \| Gavin Mannion \| UnitedHealthcare \| + 38s \| \| \| 8. \| Hugh Carthy \| EF Education First-Drapac \| + 38s \| \| \| 9. \| Jack Haig \| Mitchelton-Scott \| + 40s \| \| \| 10. \| Brent Bookwalter \| BMC Racing Team \| + 40s \| \| |                    |                           |           |
| |                    |                           |           |
| |                    |                           |           |
| Classificação geral |                    |                           |           |
| Ciclista | Ciclista           | Equipe                    | Tempo     |
| 1. | Sepp Kuss          | LottoNL-Jumbo             | 14h29m28s |
| 2. | Neilson Powless    | LottoNL-Jumbo             | + 19s     |
| 3. | Tejay van Garderen | BMC Racing Team           | + 25s     |
| 4. | Michael Woods      | EF Education First-Drapac | + 36s     |
| 5. | Kyle Murphy        | Rally Cycling             | + 37s     |
| 6. | Joe Dombrowski     | EF Education First-Drapac | + 38s     |
| 7. | Gavin Mannion      | UnitedHealthcare          | + 38s     |
| 8. | Hugh Carthy        | EF Education First-Drapac | + 38s     |
| 9. | Jack Haig          | Mitchelton-Scott          | + 40s     |
| 10. | Brent Bookwalter   | BMC Racing Team           | + 40s     |

### 5.ª etapa
| Canyons Resort - Snowbird | alta montanha | (152,6 km) |

| \| Classificação por etapas \| Classificação por etapas \| Classificação por etapas \| Classificação por etapas \| Classificação por etapas \| \| Ciclista \| Ciclista \| Equipe \| Tempo \| \| \| ------------------------ \| ------------------------ \| ------------------------- \| ------------------------ \| ------------------------ \| \| 1. \| Sepp Kuss \| LottoNL-Jumbo \| 4h02m32s \| \| \| 2. \| Ben Hermans \| Israel Cycling Academy \| + 39s \| \| \| 3. \| Peter Stetina \| Trek-Segafredo \| + 1m18s \| \| \| 4. \| Rob Britton \| Rally Cycling \| + 1m27s \| \| \| 5. \| Jack Haig \| Mitchelton-Scott \| + 1m27s \| \| \| 6. \| Joe Dombrowski \| EF Education First-Drapac \| + 1m27s \| \| \| 7. \| Hugh Carthy \| EF Education First-Drapac \| + 1m27s \| \| \| 8. \| Luis Villalobos \| Aevolo \| + 1m43s \| \| \| 9. \| Brent Bookwalter \| BMC Racing Team \| + 1m47s \| \| \| 10. \| Michael Woods \| EF Education First-Drapac \| + 2m04s \| \| |                  |                           |          |
| |                  |                           |          |
| |                  |                           |          |
| Classificação por etapas |                  |                           |          |
| Ciclista | Ciclista         | Equipe                    | Tempo    |
| 1. | Sepp Kuss        | LottoNL-Jumbo             | 4h02m32s |
| 2. | Ben Hermans      | Israel Cycling Academy    | + 39s    |
| 3. | Peter Stetina    | Trek-Segafredo            | + 1m18s  |
| 4. | Rob Britton      | Rally Cycling             | + 1m27s  |
| 5. | Jack Haig        | Mitchelton-Scott          | + 1m27s  |
| 6. | Joe Dombrowski   | EF Education First-Drapac | + 1m27s  |
| 7. | Hugh Carthy      | EF Education First-Drapac | + 1m27s  |
| 8. | Luis Villalobos  | Aevolo                    | + 1m43s  |
| 9. | Brent Bookwalter | BMC Racing Team           | + 1m47s  |
| 10. | Michael Woods    | EF Education First-Drapac | + 2m04s  |

| \| Classificação geral \| Classificação geral \| Classificação geral \| Classificação geral \| Classificação geral \| \| Ciclista \| Ciclista \| Equipe \| Tempo \| \| \| ------------------- \| ------------------- \| ------------------------- \| ------------------- \| ------------------- \| \| 1. \| Sepp Kuss \| LottoNL-Jumbo \| 18h32m00s \| \| \| 2. \| Ben Hermans \| Israel Cycling Academy \| + 1m21s \| \| \| 3. \| Joe Dombrowski \| EF Education First-Drapac \| + 2m05s \| \| \| 4. \| Hugh Carthy \| EF Education First-Drapac \| + 2m05s \| \| \| 5. \| Jack Haig \| Mitchelton-Scott \| + 2m07s \| \| \| 6. \| Brent Bookwalter \| BMC Racing Team \| + 2m27s \| \| \| 7. \| Luis Villalobos \| Aevolo \| + 2m33s \| \| \| 8. \| Michael Woods \| EF Education First-Drapac \| + 2m40s \| \| \| 9. \| Keegan Swirbul \| Jelly Belly-Maxxis \| + 3m01s \| \| \| 10. \| Peter Stetina \| Trek-Segafredo \| + 3m17s \| \| |                  |                           |           |
| |                  |                           |           |
| |                  |                           |           |
| Classificação geral |                  |                           |           |
| Ciclista | Ciclista         | Equipe                    | Tempo     |
| 1. | Sepp Kuss        | LottoNL-Jumbo             | 18h32m00s |
| 2. | Ben Hermans      | Israel Cycling Academy    | + 1m21s   |
| 3. | Joe Dombrowski   | EF Education First-Drapac | + 2m05s   |
| 4. | Hugh Carthy      | EF Education First-Drapac | + 2m05s   |
| 5. | Jack Haig        | Mitchelton-Scott          | + 2m07s   |
| 6. | Brent Bookwalter | BMC Racing Team           | + 2m27s   |
| 7. | Luis Villalobos  | Aevolo                    | + 2m33s   |
| 8. | Michael Woods    | EF Education First-Drapac | + 2m40s   |
| 9. | Keegan Swirbul   | Jelly Belly-Maxxis        | + 3m01s   |
| 10. | Peter Stetina    | Trek-Segafredo            | + 3m17s   |

### 6.ª etapa
| Park City - Park City | alta montanha | (123,4 km) |

| \| Classificação por etapas \| Classificação por etapas \| Classificação por etapas \| Classificação por etapas \| Classificação por etapas \| \| Ciclista \| Ciclista \| Equipe \| Tempo \| \| \| ------------------------ \| ------------------------ \| ------------------------- \| ------------------------ \| ------------------------ \| \| 1. \| Sepp Kuss \| LottoNL-Jumbo \| 3h09m22s \| \| \| 2. \| Brent Bookwalter \| BMC Racing Team \| + 8s \| \| \| 3. \| Jack Haig \| Mitchelton-Scott \| + 8s \| \| \| 4. \| Hugh Carthy \| EF Education First-Drapac \| + 27s \| \| \| 5. \| Keegan Swirbul \| Jelly Belly-Maxxis \| + 28s \| \| \| 6. \| Ben Hermans \| Israel Cycling Academy \| + 38s \| \| \| 7. \| Joe Dombrowski \| EF Education First-Drapac \| + 43s \| \| \| 8. \| Luis Villalobos \| Aevolo \| + 1m14s \| \| \| 9. \| Nathan Brown \| EF Education First-Drapac \| + 1m14s \| \| \| 10. \| Nicola Conci \| Trek-Segafredo \| + 1m15s \| \| |                  |                           |          |
| |                  |                           |          |
| |                  |                           |          |
| Classificação por etapas |                  |                           |          |
| Ciclista | Ciclista         | Equipe                    | Tempo    |
| 1. | Sepp Kuss        | LottoNL-Jumbo             | 3h09m22s |
| 2. | Brent Bookwalter | BMC Racing Team           | + 8s     |
| 3. | Jack Haig        | Mitchelton-Scott          | + 8s     |
| 4. | Hugh Carthy      | EF Education First-Drapac | + 27s    |
| 5. | Keegan Swirbul   | Jelly Belly-Maxxis        | + 28s    |
| 6. | Ben Hermans      | Israel Cycling Academy    | + 38s    |
| 7. | Joe Dombrowski   | EF Education First-Drapac | + 43s    |
| 8. | Luis Villalobos  | Aevolo                    | + 1m14s  |
| 9. | Nathan Brown     | EF Education First-Drapac | + 1m14s  |
| 10. | Nicola Conci     | Trek-Segafredo            | + 1m15s  |

## Classificações
As classificações finalizaram da seguinte forma:

### Classificação geral
| \| Classificação geral \| Classificação geral \| Classificação geral \| Classificação geral \| Classificação geral \| \| Ciclista \| Ciclista \| Equipe \| Tempo \| \| \| ------------------- \| ------------------- \| ------------------------- \| ------------------- \| ------------------- \| \| 1. \| Sepp Kuss \| LottoNL-Jumbo \| 21h41m12s \| \| \| 2. \| Ben Hermans \| Israel Cycling Academy \| + 2m09s \| \| \| 3. \| Jack Haig \| Mitchelton-Scott \| + 2m21s \| \| \| 4. \| Brent Bookwalter \| BMC Racing Team \| + 2m39s \| \| \| 5. \| Hugh Carthy \| EF Education First-Drapac \| + 2m42s \| \| \| 6. \| Joe Dombrowski \| EF Education First-Drapac \| + 2m58s \| \| \| 7. \| Keegan Swirbul \| Jelly Belly-Maxxis \| + 3m39s \| \| \| 8. \| Luis Villalobos \| Aevolo \| + 3m57s \| \| \| 9. \| Michael Woods \| EF Education First-Drapac \| + 4m38s \| \| \| 10. \| Peter Stetina \| Trek-Segafredo \| + 5m50s \| \| |                  |                           |           |
| |                  |                           |           |
| Fonte: ProCyclingStats |                  |                           |           |
| Classificação geral |                  |                           |           |
| Ciclista | Ciclista         | Equipe                    | Tempo     |
| 1. | Sepp Kuss        | LottoNL-Jumbo             | 21h41m12s |
| 2. | Ben Hermans      | Israel Cycling Academy    | + 2m09s   |
| 3. | Jack Haig        | Mitchelton-Scott          | + 2m21s   |
| 4. | Brent Bookwalter | BMC Racing Team           | + 2m39s   |
| 5. | Hugh Carthy      | EF Education First-Drapac | + 2m42s   |
| 6. | Joe Dombrowski   | EF Education First-Drapac | + 2m58s   |
| 7. | Keegan Swirbul   | Jelly Belly-Maxxis        | + 3m39s   |
| 8. | Luis Villalobos  | Aevolo                    | + 3m57s   |
| 9. | Michael Woods    | EF Education First-Drapac | + 4m38s   |
| 10. | Peter Stetina    | Trek-Segafredo            | + 5m50s   |

### Classificação por pontos
| Classificação por pontos | Classificação por pontos | Classificação por pontos | Classificação por pontos | Classificação por pontos |
| Ciclista                 | Ciclista                 | Equipe                   | Pontos                   |                          |
| ------------------------ | ------------------------ | ------------------------ | ------------------------ | ------------------------ |
| 1.                       | Travis McCabe            | UnitedHealthcare         | 55 pts                   |                          |
| 2.                       | Ulises Castillo          | Jelly Belly-Maxxis       | 33 pts                   |                          |
| 3.                       | Sepp Kuss                | LottoNL-Jumbo            | 31 pts                   |                          |
| 4.                       | Brent Bookwalter         | BMC Racing Team          | 28 pts                   |                          |
| 5.                       | Jasper Philipsen         | Hagens Berman Axeon      | 27 pts                   |                          |
| 6.                       | Neilson Powless          | LottoNL-Jumbo            | 20 pts                   |                          |
| 7.                       | Kiel Reijnen             | Trek-Segafredo           | 18 pts                   |                          |
| 8.                       | Kyle Murphy              | Rally Cycling            | 14 pts                   |                          |
| 9.                       | Jack Haig                | Mitchelton-Scott         | 13 pts                   |                          |
| 10.                      | Ben Hermans              | Israel Cycling Academy   | 11 pts                   |                          |

### Classificação da montanha
| Classificação da montanha | Classificação da montanha | Classificação da montanha | Classificação da montanha | Classificação da montanha |
| Ciclista                  | Ciclista                  | Equipe                    | Pontos                    |                           |
| ------------------------- | ------------------------- | ------------------------- | ------------------------- | ------------------------- |
| 1.                        | Sepp Kuss                 | LottoNL-Jumbo             | 34 pts                    |                           |
| 2.                        | Daniel Jaramillo          | UnitedHealthcare          | 27 pts                    |                           |
| 3.                        | Hugh Carthy               | EF Education First-Drapac | 23 pts                    |                           |
| 4.                        | Jack Haig                 | Mitchelton-Scott          | 18 pts                    |                           |
| 5.                        | Joe Dombrowski            | EF Education First-Drapac | 16 pts                    |                           |
| 6.                        | Ben Hermans               | Israel Cycling Academy    | 15 pts                    |                           |
| 7.                        | Tony Baca                 | 303Project                | 13 pts                    |                           |
| 8.                        | Daan Olivier              | LottoNL-Jumbo             | 13 pts                    |                           |
| 9.                        | Griffin Easter            | 303Project                | 13 pts                    |                           |
| 10.                       | Evan Huffman              | Rally Cycling             | 12 pts                    |                           |

### Classificação dos jovens
| Classificação dos jovens | Classificação dos jovens | Classificação dos jovens | Classificação dos jovens | Classificação dos jovens |
| Ciclista                 | Ciclista                 | Equipe                   | Tempo                    |                          |
| ------------------------ | ------------------------ | ------------------------ | ------------------------ | ------------------------ |
| 1.                       | Luis Villalobos          | Aevolo                   | 21h45m09s                |                          |
| 2.                       | Nicola Conci             | Trek-Segafredo           | + 4m05s                  |                          |
| 3.                       | Neilson Powless          | LottoNL-Jumbo            | + 4m28s                  |                          |
| 4.                       | Alex Hoehn               |                          | + 9m32s                  |                          |
| 5.                       | Angus Lyons              | Mobius-BridgeLane        | + 10m01s                 |                          |
| 6.                       | Sean Bennett             | Hagens Berman Axeon      | + 11m24s                 |                          |
| 7.                       | Nickolas Zukowsky        | Silber Pro Cycling       | + 11m29s                 |                          |
| 8.                       | Edward Anderson          | Hagens Berman Axeon      | + 13m23s                 |                          |
| 9.                       | Michel Ries              | Trek-Segafredo           | + 17m07s                 |                          |
| 10.                      | Gage Hecht               | Aevolo                   | + 24m38s                 |                          |

### Classificação por equipas
| Classificação por equipes | Classificação por equipes                | Classificação por equipes | Classificação por equipes |
| Equipe                    | Equipe                                   | Tempo                     |                           |
| ------------------------- | ---------------------------------------- | ------------------------- | ------------------------- |
| 1.                        | EF Education First-Drapac p/b Cannondale | 65h13m19s                 |                           |
| 2.                        | BMC Racing Team                          | + 11m19s                  |                           |
| 3.                        | Trek-Segafredo                           | + 22m26s                  |                           |
| 4.                        | Lotto NL-Jumbo                           | + 33m27s                  |                           |
| 5.                        | Aevolo                                   | + 36m18s                  |                           |
| 6.                        | UnitedHealthcare                         | + 43m06s                  |                           |
| 7.                        | Jelly Belly p/b Maxxis                   | + 47m39s                  |                           |
| 8.                        | Rally Cycling                            | + 48m03s                  |                           |
| 9.                        | Hagens Berman Axeon                      | + 1h00m14s                |                           |
| 10.                       | 303Project                               | + 1h12m07s                |                           |

## Evolução das classificações
| Etapa                 | Vencedor              | Classificação geral | Classificação das metas volantes | Classificação da montanha | Classificação dos jovens | Classificação da combatividade | Classificação por equipas |
| --------------------- | --------------------- | ------------------- | -------------------------------- | ------------------------- | ------------------------ | ------------------------------ | ------------------------- |
| Prólogo               | Tejay van Garderen    | Tejay van Garderen  | Joey Rosskopf                    | Tom Bohli                 | Neilson Powless          | Pascal Eenkhoorn               | BMC Racing                |
| 1.ª                   | Travis McCabe         | Tejay van Garderen  | Travis McCabe                    | Daan Olivier              | Neilson Powless          | Evan Huffman                   | BMC Racing                |
| 2.ª                   | Sepp Kuss             | Sepp Kuss           | Travis McCabe                    | Daan Olivier              | Neilson Powless          | Griffin Easter                 | EF Education First-Drapac |
| 3.ª                   | Travis McCabe         | Sepp Kuss           | Travis McCabe                    | Daan Olivier              | Neilson Powless          | Rob Britton                    | EF Education First-Drapac |
| 4.ª                   | Jasper Philipsen      | Sepp Kuss           | Travis McCabe                    | Daan Olivier              | Neilson Powless          | Jonathan Clarke                | EF Education First-Drapac |
| 5.ª                   | Sepp Kuss             | Sepp Kuss           | Travis McCabe                    | Sepp Kuss                 | Luis Villalobos          | Kilian Frankiny                | EF Education First-Drapac |
| 6.ª                   | Sepp Kuss             | Sepp Kuss           | Travis McCabe                    | Sepp Kuss                 | Luis Villalobos          | Nathan Brown                   | EF Education First-Drapac |
| Classificações finais | Classificações finais | Sepp Kuss           | Travis McCabe                    | Sepp Kuss                 | Luis Villalobos          |                                | EF Education First-Drapac |

## UCI World Ranking
O Tour de Utah outorga pontos para o UCI America Tour de 2018 e o UCI World Ranking, este último para corredores das equipas nas categorias UCI WorldTeam, Profissional Continental e Equipas Continentais. As seguintes tabelas mostram o barómetro de pontuação e os 10 corredores que obtiveram mais pontos:
| Posição             | 1.º | 2.º | 3.º | 4.º | 5.º | 6.º | 7.º | 8.º | 9.º | 10.º | 11.º | 12.º | 13.º | 14.º | 15.º | 16.º-30.º | 31.º-40.º |
| Classificação geral | 200 | 150 | 125 | 100 | 85  | 70  | 60  | 50  | 40  | 35   | 30   | 25   | 20   | 15   | 10   | 5         | 3         |
| Por etapa           | 20  | 10  | 5   |     |     |     |     |     |     |      |      |      |      |      |      |           |           |
| Líder               | 5   |     |     |     |     |     |     |     |     |      |      |      |      |      |      |           |           |

| Classificação | Classificação    | Classificação             | Classificação | Classificação | Classificação | Classificação |
| Posição       | Ciclista         | Equipa                    | Geral         | Etapa         | Líder         | Total         |
| ------------- | ---------------- | ------------------------- | ------------- | ------------- | ------------- | ------------- |
| 1.º           | Sepp Kuss        | LottoNL-Jumbo             | 200           | 60            | 20            | 280           |
| 2.º           | Ben Hermans      | Israel Cycling Academy    | 150           | 10            | -             | 160           |
| 3.º           | Jack Haig        | Mitchelton-Scott          | 125           | 5             | -             | 130           |
| 4.º           | Brent Bookwalter | BMC Racing                | 100           | 10            | -             | 110           |
| 5.º           | Hugh Carthy      | EF Education First-Drapac | 85            | -             | -             | 85            |
| 6.º           | Joe Dombrowski   | EF Education First-Drapac | 70            | -             | -             | 70            |
| 7.º           | Keegan Swirbul   | Jelly Belly p/b Maxxis    | 60            | -             | -             | 60            |
| 8.º           | Luis Villalobos  | Aevolo                    | 50            | -             | -             | 50            |
| 9.º           | Travis McCabe    | UnitedHealthcare          | -             | 50            | -             | 50            |
| 10.º          | Michael Woods    | EF Education First-Drapac | 40            | -             | -             | 40            |